# Зарубин, Роман Александрович
Рома́н Алекса́ндрович Зару́бин (4 декабря 1976, Белая Калитва) — российский гребец-байдарочник, выступал за сборную России в конце 1990-х — начале 2010-х годов. Чемпион мира и Европы, победитель и призёр этапов Кубка мира, многократный чемпион национальных первенств, участник летних Олимпийских игр в Сиднее. На соревнованиях представлял Вооружённые силы, заслуженный мастер спорта. Также известен как спортивный чиновник, работал в министерстве  физической культуры и спорта администрации Краснодарского края.

## Биография
Роман Зарубин родился 4 декабря 1976 года в городе Белая Калитва, Ростовская область. Активно заниматься греблей начал в возрасте пятнадцати лет, проходил подготовку в ростовском училище олимпийского резерва № 10 под руководством тренера Ю.Ситникова. Позже переехал в Краснодар, стал выступать за Вооружённые силы, тренировался у таких специалистов как В. Михайловский и С. Лыфарь.
Первого серьёзного успеха добился в 1996 году, когда в двойке с Олегом Чертовым завоевал золотую медаль на чемпионате России. Два года спустя выиграл бронзу на чемпионате мира в венгерском Сегеде — в составе байдарки-четвёрки на полукилометровой дистанции. Год спустя побывал на мировом первенстве в Милане и получил здесь две серебряные награды: занял вторые места среди двоек на 200 м и среди четвёрок на 500 м. Кроме того, добыл две золотые медали на первенстве Европы.
Благодаря череде удачных выступлений удостоился права защищать честь страны на
Олимпийских играх 2000 года в Сиднее, соревновался на дистанции 500 м в двойках (в паре с Александром Иваником) и четвёрках (c Евгением Салаховым, Анатолием Тищенко и Олегом Горобием). В первом случае дошёл только до стадии полуфиналов, тогда как во втором всё-таки пробился в финал, но в решающем заплыве финишировал лишь седьмым.
После Олимпиады Зарубин остался в основном составе национальной сборной и продолжил участвовать в крупнейших международных соревнованиях. Так, в 2001 году он побывал на чемпионате мира в Познани и выиграл там три медали в трёх различных дисциплинах, в частности, золотую медаль в гонке четырёхместных байдарок на полукилометровой дистанции, серебряную медаль на дистанции 200 метров и бронзовую медаль на дистанции 1000 метров. В это же году на чемпионате европы экипаж байдарки четвёрки с загребным Зарубиным победил на дистанции 500 метров и стал серебряным призёром на 200 метров. На чемпионате европы 2004 года была выиграна бронзовая медаль на дистанции 200 метров. Впоследствии выиграл немало наград на соревнованиях российского и международного уровня. В период с 1999 - 2009 годы становился 35 раз чемпионом страны в различных дисциплинах. В 2009 году завоевал бронзовую медаль на мировом чемпионате в канадском Дартмуте — со своей байдаркой-четвёркой занял третье место в гонке на 200 м.
Имеет два высших образования, окончил Кубанский государственный университет физической культуры и Московскую государственную технологическую академию. 
С декабря 2010 года по май 2017 года занимал должность заместителя министра физической культуры и спорта  Краснодарского края. 
С 2021 года по настоящее время является Старшим тренером национальной сборной команды России по гребле на байдарках и каноэ (основной состав).